# Marianne Morawek-Hollensteiner
Marianne Morawek-Hollensteiner (geb. Morawek;* 5. April 1983 in Linz) ist eine österreichische Judoka und Wissenschaftlerin. Sie trägt den 1. Dan.

## Berufliche Entwicklung und Karriere
Marianne Morawek begann 1991 mit dem Judo-Sport bei der Sportunion ADM Linz und wechselte 1995 zum Judozentrum Mühlviertel. Neben ihren Einsätzen für das Judozentrum startete sie außerdem noch erfolgreich für den deutschen Bundesligaverein KSV Esslingen. Ihre Trainer waren Klaus-Peter Stollberg, Johann Makula, Josef Reiter und Ernst Hofer. Von 1993 bis 2001 besuchte sie das Europagymnasium Auhof in Linz und begann auch zu dieser Zeit, im Leistungszentrum (heute Olympiazentrum) unter Stollberg zu trainieren, wo sie von 2005 bis 2008 als Zeitsoldatin stationiert war.
Vom September 2008 bis Juli 2013 studierte sie Medizintechnik an der Fachhochschule in Linz, schloss im Juli 2011 mit dem Bachelor of Science in Engineering und 2013 mit dem Master of Science in Engineering (jeweils mit ausgezeichnetem Erfolg) ab. Nach dem Masterabschluss setzte sie ihre Studien im Doktoratsstudium der medizinischen Wissenschaften mit Schwerpunkt Biomechanik an der Paracelsus Medizinischen Privatuniversität Salzburg fort und schloss dort ihr Studium mit dem Doktorat (Dr.scient.med) mit ausgezeichnetem Erfolg ab. Ebenfalls an der Paracelsus Medizinischen Privatuniversität habilitierte sie 2021 zur Privatdozentin in experimenteller Orthopädie und Traumatologie. Sie ist dort seither als wissenschaftliche Mitarbeiterin am Institut für Biomechanik tätig.
Auch nach Beendigung ihrer internationalen Karriere im Jahr 2013 nahm Morawek-Hollensteiner erfolgreich an oberösterreichischen und österreichischen Meisterschaften sowie Liga-Bewerben teil. 2014 gewann sie die oberösterreichischen Landesmeisterschaften und die österreichischen Staatsmeisterschaften und wurde mit der Damen-Mannschaft des UJZ Mühlviertel oberösterreichische Damenmannschafts-Landesmeisterin. Bei den Staatsmeisterschaften 2015 erlitt sie im Kampf um den Finaleinzug einen Innenbandriss im Knie, wurde jedoch trotzdem Dritte. Nach einem Jahr Wettkampfpause gewann Marianne Hollensteiner 2016 in Wien ihren 11. österreichischen Staatsmeistertitel.
Im Mai 2018 beendete sie endgültig ihre sportliche Karriere.

## Privates
Im August 2009 heiratete sie ihren langjährigen Lebensgefährten und änderte ihren Nachnamen in Hollensteiner.

## Erfolge
- 11-fache Österreichische Meisterin (2001, 2002, 2003, 2004, 2007, 2008[8], 2009[9], 2010, 2011, 2014, 2016)
  - 2015 Gmunden Damen-Mannschaftsmeisterschaft (Team UJZ Mühlviertel): 2. Platz[10]
  - 2008 Wels Damen-Mannschaftsmeisterschaft (Team UJZ Mühlviertel): 2. Platz[11]
- 6-fache österreichische Nachwuchsmeisterin (1998, 1999, 2001, 2002, 2003, 2004)
- 2. Platz Europameisterschaften der U23 in Laibach (2004) in der Klasse bis 78 kg
- 3. Rang World Cup Leonding (2005) in der Klasse bis 78 kg
- 5. Platz Weltmeisterschaften in Kairo (2005) in der Klasse bis 78 kg
- 5. Platz Europameisterschaften in Rotterdam (2005) in der Klasse bis 78 kg
- 2. Platz Militärweltmeisterschaften in Vinkovci (2006) in der Klasse bis 78 kg
- 7. Rang World Cup Sofia (2008) in der Klasse bis 78 kg